# Omewa Joy Ogochukwu
Omewa Joy Ogochukwu (født 1. december 2002 i Osun, Nigeria) er en kvindelig nigeriansk fodboldspiller, der spiller angreb for Fortuna Hjørring i Gjensdige Kvindeliga.

## Klubkarriere

### B.93 Fodbold
Ogochukwu kom til B.93 på Østerbro, fra samarbejdsklubben Confluence Queens F.C. i Nigeria i april 2021, sammen med to andre nigerianske og en mozambiqueansk spiller fra klubben.
Hun fik sin officielle debut for 1. divisionsklubben den. 3. april 2021 i 0-1 nederlaget til AaB i Kvalifikationsligaen til Elitedivisionen. Hun var fra start til at se i startopstillingen og har siden været en profileret spiller og har scoret 3 gange i 9 officielle kampe i 2020-21 sæsonen.
Cheftræner i B.93, Rasmus Good, udtalte følgende vedr. tilføjelsen af de nye profiler og Ogochukwus spillestil: –Joy er dygtig 1v1 fejlvendt, hun er meget boldfast, dygtig i hovedspillet og en rigtig god afslutter. Hun har en god nærkampsstyrke og bevæger sig godt. Defensivt fylder hun meget med sin styrke, teknisk er hun rigtig dygtig og så bidrager hun meget i vores opbygning, da hun har god fornemmelse for at flytte spillet videre med kvalitet.

### Fortuna Hjørring
Hun blev i november 2021 udlejet til Fortuna Hjørring. Denne aftale blev i juli 2022 forlænget til sommeren 2023.

## Reflist
1. ↑  "19. Omewa Joy Ogochukwu". b93prof.dk. 3. april 2021. Arkiveret fra originalen 22. juli 2021. Hentet 23. juli 2021.
2. 1 2  "Udenlandsk tilgang til B.93 Q". b93prof.dk. 12. april 2021. Arkiveret fra originalen 22. juli 2021. Hentet 23. juli 2021.
3. ↑  "Snævert nederlag til AaB". b93prof.dk. 3. april 2021. Arkiveret fra originalen 22. juli 2021. Hentet 23. juli 2021.
4. ↑  "Omewa Joy Ogochuckwu udlejes til Kvindeligaklub". b93prof.dk. 24. november 2021. Arkiveret fra originalen 21. juni 2023. Hentet 21. juni 2023.
5. ↑  "Joy forlænger med Fortuna Hjørring". b93prof.dk. 2. juli 2022. Arkiveret fra originalen 21. juni 2023. Hentet 21. juni 2023.